# Guadalupian
În geocronologie, guadalupianul – denumit și permian mijlociu – este a doua din cele trei serii sau epoci geologice în care este împărțită perioada permiană, de la sfârșitul erei paleozoice. A început în urmă cu 272,3 (± 0,5) milioane de ani și s-a încheiat în urmă cu 259,8 (± 0,4) milioane de ani. A fost precedat de cisuralian și succedat de lopingian.

## Denumire
Seria este denumită astfel după munții Guadalupe situați în vestul statului Texas și sud-estul statului New Mexico, în apropiere de granița sudică a Statelor Unite ale Americii. 
Denumirea a fost introdusă în literatura de specialitate de către paleontologul american George Herbert Girty⁠(en)[traduceți], în anul 1902, desemnând inițial doar o unitate litostratigrafică. În 1982, geologul australian John Bruce Waterhouse a propus oficial guadalupianul ca serie cronostratigrafică.

## Delimitare
Baza seriei (și a etajului roadian) este definită ca primul strat în care apare specia de conodonte Jinogondolella nanginkensis. Limita superioară a seriei (și a etajului capitanian) este definită de prima apariție a subspeciei de conodonte Clarkina postbitteri postbitteri.
Punctul stratotipic mondial (GSSP) al guadalupianului este plasat în secțiunea Stratotype Canyon, din parcul național Guadalupe Mountains National Park, la vest de vârful El Capitan (31°52′36,1″N 104°52′36,5″V / 31.86667°N 104.86667°V).

## Subdiviziuni
| Sistem/ Perioadă | Serie/ Epocă       | Etaj/ Vârstă  | Datare absolută* |
| --- | ------------------ | ------------- | ---------------- |
| Triasic | Inferior/ Timpuriu | Induan        | mai recent       |
| Permian | Lopingian          | Changhsingian | 252,2–254,1      |
| Permian | Lopingian          | Wuchiapingian | 254,1–259,8      |
| Permian | Guadalupian        | Capitanian    | 259,8–265,1      |
| Permian | Guadalupian        | Wordian       | 265,1–268,8      |
| Permian | Guadalupian        | Roadian       | 268,8–272,3      |
| Permian | Cisuralian         | Kungurian     | 272,3–283,5      |
| Permian | Cisuralian         | Artinskian    | 283,5–290,1      |
| Permian | Cisuralian         | Sakmarian     | 290,1–295,0      |
| Permian | Cisuralian         | Asselian      | 295,0–298,9      |
| Carbonifer | Pennsylvanian      | Gzhelian      | mai vechi        |
| *milioane de ani în urmă |                    |               |                  |
| Subdiviziunile sistemului permian conform Comisiei Internaționale de Stratigrafie (ICS) (International Chronostratigraphic Chart 2015). |                    |               |                  |

Conform International Chronostratigraphic Chart 2015, scala timpului geologic elaborată de Comisia Internațională de Stratigrafie, guadalupianul se subîmparte în trei etaje sau vârste, cu următoarele limite cronologice:
- Roadian ((272,3 ± 0,5 – 268,8 ± 0,5 mil. de ani în urmă)
- Wordian (268,8 ± 0,5 – 265,1 ± 0,4 mil. de ani în urmă)
- Capitanian (265,1 ± 0,4 – 259,8 ± 0,4 mil. de ani în urmă)

Local, au fost definite și alte subdiviziuni care se suprapun parțial peste aceleași intervale de timp:
- Kazanian sau Maokovian (Europa de Est) (270,6 ± 0,7 – 260,4 ± 0,7 mil. de ani în urmă)
- Braxtonian (Noua Zeelandă) (270,6 ± 0,7 – 260,4 ± 0,7 mil. de ani în urmă)

Pentru zonele centrale ale Europei, guadalupianul acoperă unitatea litostratigrafică numită în bibliografia mai veche „Rotliegend” (302 până la 258 milioane de ani în urmă), care continuă și în primele strate ale lopingianului.